# Бабич, Ваня
Ва́ня Ба́бич (серб. Вања Бабић / Vanja Babić; род. 18 июля 1981) — сербский тхэквондист средней и тяжёлой весовых категорий, выступал за сборную Сербии в конце 2000-х — начале 2010-х годов. Бронзовый призёр чемпионата мира, бронзовый призёр чемпионата Европы, обладатель бронзовой медали Средиземноморских игр в Мерсине, победитель многих турниров национального и международного значения.

## Биография
Ваня Бабич родился 18 июля 1981 года. Дебютировал на международных соревнованиях по тхэквондо ещё в 1998 году, имеет в послужном списке несколько титулов и наград, добытых на юниорских и кадетских турнирах.
Первого серьёзного успеха на взрослом международном уровне добился в сезоне 2009 года, когда вошёл в основной состав сербской национальной сборной и побывал на чемпионате мира в Копенгагене, откуда привёз награду бронзового достоинства, выигранную в зачёте среднего веса — победил здесь четырёх соперников, в том числе именитого канадца Франсуа Куломбе-Фортье, но в полуфинале со счётом 4:5 проиграл итальянцу Карло Мольфетта, будущему олимпийскому чемпиону по тхэквондо.
На мировом первенстве 2011 года в Кёнджу выступал уже в тяжёлой весовой категории — был остановлен на стадии 1/16 финала немцем Ульви Кайа. Пытался пройти отбор на летние Олимпийские игры в Лондоне, но на квалификационном олимпийском турнире в Баку потерпел поражение от россиянина Гаджи Умарова и, таким образом, не прошёл отбор на Олимпиаду. При этом на чемпионате Европы в Манчестере завоевал в тяжёлом весе бронзовую медаль.
Последний раз показал сколько-нибудь значимый результат на международной арене в сезоне 2013 года, когда выступил на Средиземноморских играх в Мерсине и получил в зачёте тяжёлой весовой категории бронзу — на стадии полуфиналов проиграл знаменитому греку Александросу Николаидису. Вскоре по окончании этих соревнований принял решение завершить карьеру профессионального спортсмена, уступив место в сборной молодым сербским тхэквондистам.